# Imago (roman)
Pour les articles homonymes, voir Imago (homonymie).
Imago est un roman de science-fiction écrit par Alain Dartevelle et publié en 1994.
Dans ce roman, l'auteur « joue avec les références freudiennes d'une Vienne en partie imaginaire ».